# Modello SABR
In matematica finanziaria, il modello SABR è un modello a volatilità stocastica, che tenta di quantificare lo smile di volatilità del mercato dei derivati finanziari. Questo modello è largamente utilizzato nell'industria finanziaria, specialmente sul mercato dei derivati sui tassi di interesse. È stato sviluppato da Patrick Hagan, Deep Kumar, Andrew Lesniewski e Diana Woodward.

## Dinamica
Il modello SABR descrive un singolo titolo rischioso che funge da sottostante, il cui prezzo scontato è indicato con {\displaystyle F}. Questo può, ad esempio, essere un titolo azionario. La volatilità del sottostante, invece, è indicata con {\displaystyle \sigma }.
La dinamica del modello è descritta dalle seguenti equazioni differenziali stocastiche:
{\displaystyle dF_{t}=\sigma _{t}F_{t}^{\beta }\,dW_{t},}
{\displaystyle d\sigma _{t}=\alpha \sigma _{t}^{}\,dZ_{t},}
Dove {\displaystyle W} e {\displaystyle Z} sono due processi di Wiener correlati.